# Noventi Open 2020
Noventi Open 2020 var en tennisturnering, der skulle have været afviklet udendørs på græsbaner i Gerry Weber Stadion i Halle, Tyskland i perioden 15. - 21. juni 2020. Turneringen blev imidlertid aflyst pga. COVID-19-pandemien, eftersom ATP Tour, som turneringen var en del af, blev suspenderet pga. pandemien.